# Équation de Vlassov
L'équation de Vlassov (ou de Vlasov en anglais) décrit l'évolution temporelle de la fonction de distribution f des particules de masse m et de charge q dans un plasma ou un faisceau de particules chargées en négligeant l'effet des collisions binaires. Elle a été obtenue par Anatoli Vlassov et s'écrit :
{\displaystyle {\frac {\partial f}{\partial t}}+{\frac {\mathbf {p} }{\gamma m}}\cdot {\frac {\partial f}{\partial \mathbf {r} }}+q\cdot [\mathbf {E} +{\frac {\mathbf {p} }{\gamma m}}\times \mathbf {B} ]\cdot {\frac {\partial f}{\partial \mathbf {p} }}=0}.
γ est l'énergie réduite reliée à la quantité de mouvement par la relation :
{\displaystyle \gamma ={\sqrt {1+{\frac {p^{2}}{m^{2}c^{2}}}}}}.

Le champ électromagnétique {\displaystyle (\mathbf {E} ,\mathbf {B} )} tient compte des champs extérieurs appliqués aux particules ainsi que du champ électromagnétique moyen généré par les particules elles-mêmes. Ce dernier est une solution des équations de Maxwell dont les termes sources sont alors donnés par :
{\displaystyle \rho =\sum _{s}q_{s}\int _{-\infty }^{+\infty }f_{s}(\mathbf {r} ,\mathbf {p} ,t)\,d\mathbf {p} }, la densité de charge.
{\displaystyle \mathbf {j} =\sum _{s}q_{s}\int _{-\infty }^{+\infty }{\frac {\mathbf {p} }{\gamma m}}\cdot \,f_{s}(\mathbf {r} ,\mathbf {p} ,t)\,d\mathbf {p} }, la densité de courant.

Lorsque les collisions binaires ne sont pas négligeables, leur effet doit être introduit à droite du signe « = » dans l'équation de Vlassov ; soit de manière spécifique (équation de Boltzmann), soit avec un modèle de multiples petites collisions (équation de Fokker-Planck).